# Greenbrier megye
Greenbrier megye az Amerikai Egyesült Államokban, azon belül Nyugat-Virginia államban található. Megyeszékhelye és legnagyobb városa Lewisburg. Lakosainak száma 32 977 fő (2020. április 1.). Greenbrier megye Webster, Monroe, Bath, Alleghany, Fayette, Nicholas, Pocahontas és Summers megyékkel határos.

## Népesség
A megye népességének változása:
| Lakosok száma | 35 522 | 35 679 | 35 743 | 35 644 | 35 516 | 32 977 |
|               | 2010   | 2011   | 2012   | 2013   | 2015   | 2020   |